# Anđelko Đuričić
Anđelko Đuričić - em sérvio, Анђелко Ђуричић (21 de novembro de 1980) - é um futebolista sérvio que atua como goleiro. Atualmente joga no União Leiria.
Estreou pela Sérvia em 2010 em um amistoso contra a Nova Zelândia e fez parte da seleção sérvia na Copa do mundo de 2010.